# Betavine
Betavine era una comunidad web abierta y de recursos, creada y gestionada por el grupo de I+D de Vodafone, para la comunidad de programadores de aplicaciones para dispositivos móviles con el fin de apoyar y estimular el desarrollo de nuevas aplicaciones para las comunicaciones móviles y por Internet.  El sitio web Betavine permitía a los programadores subir y perfilar sus desarrollos y aplicaciones en estados alpha y beta, ofrecía herramientas de interacción a los miembros para compartir conocimientos y dar información sobre aplicaciones, y discutir temas de móviles. Betavine también contiene una creciente sección de recursos con temas técnicos y APIs.
El sitio web de Betavine se creó utilizando componentes de código abierto, por lo que hay una serie de recursos para el código abierto en dispositivos móviles, como Betavine Forge, donde los desarrolladores pueden compartir fragmentos de código, publicar proyectos y colaborar en proyectos. El recientemente publicado controlador de la tarjeta Vodafone Mobile Connect para Linux está alojado aquí, por ejemplo.

## Betavine
La misión declarada en el sitio web de Betavine es "apoyar a la amplia comunidad de desarrollo a la hora de imaginar, desarrollar, probar y lanzar nuevas aplicaciones excelentes para comunicaciones móviles, inalámbricas e Internet. Somos independientes de la plataforma y agnósticos del sistema operativo.
Todos son bienvenidos a registrarse como miembros, descargar y jugar con cualquier aplicación, contribuir a los hilos de discusión y crear o comentar entradas de blog. Como desarrollador puede cargar sus propias aplicaciones, mostrar su trabajo y obtener comentarios útiles de otros miembros. Los estudiantes deben mantenerse atentos para grandes competiciones y otras oportunidades."
Vodafone Betavine también ofrece pasantías , "externships" y concursos para estudiantes.
Ahora hay varios concursos en Betavine, algunos solo para estudiantes, otros para cualquiera que quiera ingresar, y algunos están siendo administrados por socios de Betavine:
- Concursos de estudiantes
  - Campus Life 2008[1]
  - Nokia WidSets Challenge[2]
  - Vodafone Egypt Competition[3]
  - Directrices[4]
  - Ganadores 2007[5]
- Competiciones de socios
  - Mob4hire agosto de 2008[6]

Betavine lanzó un sitio de Internet móvil a principios de 2008, utilizando el dominio .mobi. El objetivo declarado de lanzar betavine.mobi es facilitar aún más la descarga de aplicaciones móviles perfiladas en Betavine y ayudar a los usuarios finales a encontrar aplicaciones que sean compatibles con su dispositivo móvil detectando automáticamente el modelo del dispositivo y haciendo coincidir eso con una base de datos de especificaciones técnicas.
En mayo de 2008, Betavine lanzó un piloto con Vodafone España que enlaza directamente con betavine.mobi desde el portal Vodafone Live! Las cifras de descarga en el sitio web principal www.betavine.net muestran claramente que esto está teniendo un gran impacto positivo en la cantidad de aplicaciones que se encuentran, se descargan y se les da retroalimentación.
Vodafone es uno de los principales patrocinadores del consorcio dotMobi (el nombre informal de mTLD Top Level Domain, Ltd.), que promueve el uso del nombre de dominio .mobi para aumentar la confianza del consumidor en que un sitio o servicio de Internet funcionará. en sus teléfonos móviles.
Desde el 5 de julio de 2015, Betavine está inactivo y el sitio no funciona. No ha habido tuits desde el 25 de agosto de 2010, por lo que se supone que el grupo lo cerró por entonces.

## Betavine Forge
Vodafone Betavine ejecuta una versión del portal de desarrollo colaborativo de código abierto GForge con el fin de alojar proyectos móviles de código abierto, fragmentos de código y otros recursos para desarrolladores.
Algunos de los proyectos alojados son:
- Vodafone Mobile Connect Card driver for Linux: gestor de dispositivos GPRS/UMTS/HSDPA para Linux escrito en Python, licenciado como GPL
- Betavine Connection Manager: gestor de dispositivos GPRS/UMTS/HSxPA para Linux escrito en Python, licenciado como GPL
- Vodafone MobileScript para Windows Mobile: framework común usando un motor ECMAScript específico para cada sistema operativo.
- Linux Environment for Mobile Networks: estudia la posibilidad de ejecutar aplicaciones de forma remota a través de redes móviles

Desde el lanzamiento del ASUS Eee PC, que ha sido muy popular, la nueva versión del controlador de Linux Vodafone Connect Card para UMPC (Ultra Mobile PCs) ha tenido muchas descargas.
El controlador original para Linux de Vodafone Connect Card se ha reescrito para interoperar con Network Manager, y renombrado como 'Betavine Connection Manager'.